# Abu-Uqba al-Jarrah ibn Abd-Al·lah al-Hakamí
Abu-Uqba al-Jarrah ibn Abd-Al·lah al-Hakamí (àrab: أبو عقبة الجرَّاح بن عبد الله الحكميّ, Abū ʿUqba al-Jarrāḥ b. ʿAbd Allāh al-Ḥakamī), de sobrenom Bàtal al-islam (‘Heroi de l'islam’) i Faris ahl aix-Xam (‘Cavaller dels sirians’) fou un general omeia i governador de Bàssora (707-715), de Wasit (715-717), de Khorasan i Sistan (717-719) i d'Armènia (729-730).
Com a governador de Bàssora va fer bon servei al califa al-Walid, però al Khorasan va tractar malament els conversos i fou destituït després de 17 mesos.
El 723 fou enviat a Armènia per combatre els khàzars i es va fixar a Bardaa d'on va ocupar Bab al-Abwad on va derrotar els khàzars dirigits per Barjik, fill del khakan (Khan dels khàzars) i va ocupar Balanjar i Walandar, ciutats dominades per ells, arribant fins a Samandar, probablement Kizliyar al Terek, i llavors es va retirar.
El 729 fou nomenat governador (ostikan) d'Armènia i l'Azerbaidjan. El 730 es va enfrontar amb els khàzars a Ardabil durant uns quants dies de novembre i desembre del 730, perdent la batalla de Marj Ardabil en la qual va morir. Els khàzars van ocupar Azerbaidjan temporalment i la seva cavalleria va arribar fins a Mossul. A Armènia va establir un sistema de pesos i mesures conegut pel seu nom, del qual no es tenen dades.
El govern va tornar a Màslama ibn Abd-al-Màlik ibn Marwan el seu antecessor.